# Seawards the Great Ships
Pour plus de détails, voir Fiche technique et Distribution.
Seawards the Great Ships est un court métrage britannique réalisé par Hilary Harris et sorti en 1961.
Il a remporté l'Oscar du meilleur court métrage en prises de vues réelles en 1962. C'est le premier film écossais à remporter un Oscar. Il a été réédité en DVD et Blu-Ray en 2010,.

## Synopsis
Le film est une chronique de l'industrie de construction navale dans la rivière Clyde au début des années 1960.

## Fiche technique
- Réalisation :  Hilary Harris
- Scénario : John Grierson
- Production : Templar Film Studios
- Commentaires : Clifford Hanley
- Durée : 28 minutes
- Date de sortie : 1961

## Distribution
- Kenneth Kendall (en) : narrateur version internationale
- Bryden Murdoch : narrateur version originale

## Nominations et récompenses
- Nommé lors de la 14e cérémonie des British Academy Film Awards
- Oscar du meilleur court métrage en prises de vues réelles